# Nuorttahjavri
Nuorttahjavri och Stuorrajavri, eller Luomushjävrik är sjöar i Finland. De ligger i kommunen Utsjoki i landskapet Lappland, i den norra delen av landet, 1 000 km norr om huvudstaden Helsingfors. Nuorttahjavri ligger 324 meter över havet. Arean är 1,94 kvadratkilometer och strandlinjen är 15,57 kilometer lång. Sjön  ingår i Tana älvs huvudavrinningsområde.   Omgivningarna runt Nuorttahjavri är i huvudsak ett öppet busklandskap.